# Înălțare (Star Trek: Voyager)
„Înălțare” (titlu original: „Rise”) este al 19-lea episod din al treilea sezon al serialului TV american științifico-fantastic Star Trek: Voyager și al 61-lea în total. A avut premiera la 26 februarie 1997 pe canalul UPN.

## Prezentare
Voyager oferă ajutor unei planete ce are probleme cu niște asteroizi. Tuvok și Neelix se prăbușesc cu naveta pe planetă și încearcă să repare un elevator spațial cu levitație magnetică.